# د جاپنیز هاوس
امبر مری بین (به انگلیسی: Amber Mary Bain؛ زادهٔ ۱۳ ژوئیهٔ ۱۹۹۵) که به‌طور حرفه‌ای با نام د جاپنیز هاوس (به انگلیسی: The Japanese House) شناخته می‌شود، موسیقی‌دان ایندی پاپ انگلیسی اهل باکینگهام‌شر می‌باشد.

## اوایل زندگی
بین در واتفورد چشم بر جهان گشود و دوران کودکی خود را در هرو، همل همپستد، هرتفوردشر گذراند. وی از کودکی موسیقی را از پدر خود که موسیقی‌دان بود، آموخته بود.